# 多洛雷丝·德尔加多
多洛雷丝·德尔加多·加西亚（西班牙語：Dolores Delgado García；1962年11月9日—）是現任西班牙檢察官，曾任司法大臣。

## 生平
1962年出生于马德里。在马德里自治大学学习法律，获得了马德里康普顿斯大学的欧盟法硕士学位。1986年结婚，有2个孩子。
1989年进入西班牙检察机构，首先担任加泰罗尼亚高等法院检察官。不久后被调到反毒品特别检察厅。
1993年进入国家法院担任检察官，处理了一些关于恐怖主义和毒品贩卖相关的跨国刑事管辖权案件。在馬德里三一一連環爆炸案后，她成为反伊斯蘭恐怖主義的检察官。2006年至2007年担任国家总检察院发言人。2011年短暂担任国际刑事法院助理检察官。
作为检察官，她善用普遍管辖权解决问题，并且对腐败问题直言不讳。2013年，她主张反对将职业泄密者埃尔韦·法尔恰尼引渡到瑞士，因为法尔恰尼提供的偷税人名单为西班牙追回了不少税收，并且在西班牙法律中，泄密不构成犯罪。

### 司法大臣
在2018年西班牙政府不信任案公决后，人民党主席马里亚诺·拉霍伊被迫辞职，工人社会党总书记佩德羅·桑切斯成为新任西班牙首相。在新一届内阁中，她被任命为司法大臣。6月7日出席了萨苏埃拉宫就职仪式。